# Contenido pegajoso
El contenido pegajoso se refiere a contenido publicado en un sitio web, el cual tiene el propósito de conseguir qué un usuario regrese a aquel sitio web en particular o llamar su atención a través de definiciones y descripciones acerca de los temas de su interés y así conseguir que se mantengan periodos más largos de tiempo en aquel sitio. Los Webmasters utilizan este método para construir una comunidad de visitantes que regresan a un sitio web.
Los ejemplos de contenido pegajoso incluyen los siguientes: chat, foro En línea, Webmail, juegos de Internet, Tiempo, Noticioso, Horóscopos, y mucho más.
El contenido pegajoso es también a veces llamado herramientas pegajosas o equipo pegajoso.  Los sitios web que presentan el contenido pegajoso son a menudo conocidos como sitios pegajosos.

## Cómo hacerlo
Cuando nuestro stickiness es bajo podemos llevar a cabo algunas acciones para mantener a los visitantes dentro de una sección. Por ejemplo podemos poner enlaces a otras partes de nuestra Web. Si estamos escribiendo un post y hacemos referencia a temas ya tratados anteriormente debemos enlazarlos, de esta manera el visitante experimenta una visita más enriquecedora ya que puede adquirir todo el conocimiento sin abandonar nuestra Web. Si estamos ante una página de ventas se puede incluir en las vistas de un producto artículos relacionados bien por categoría o que sean complementos.
Se debe observar aquellas páginas a las que las visitas son mínimas ya que tal vez nuestros usuarios no están llegado a ellas no porque tengan una falta de intereses sino porque no hay accesos claros y directos.